# Кулгуніно
Кулгу́ніно (рос. Кулгунино, башк. Ҡолғона) — село у складі Ішимбайського району Башкортостану, Росія. Адміністративний центр Кулгунінської сільської ради.
Населення — 774 особи (2010; 821 в 2002).
Національний склад:
- башкири — 99%